# Modena Volley 2024-2025
Questa voce raccoglie le informazioni riguardanti il Modena Volley nelle competizioni ufficiali della stagione 2024-2025.

## Stagione
Nella stagione 2024-25 il Modena Volley assume la denominazione sponsorizzata di Valsa Group Modena.
Partecipa per la cinquantasettesima volta alla Superlega: chiude la regular season di campionato al settimo posto in classifica, accedendo ai play-off scudetto: sconfitto nella serie dei quarti di finale dalla Sir Safety Perugia, gioca i play-off 5º posto, arrivando fino in finale, che perde contro la Powervolley Milano.
A seguito dell'ottavo posto in classifica al termine del girone di andata di campionato, si qualifica per la Coppa Italia: esce dalla competizione nei quarti di finale a seguito della sconfitta contro la Sir Safety Perugia.

## Organigramma societario
Area direttiva
- Presidente: Giulia Gabana
- Vicepresidente: Michele Storci
- Direttore generale: Andrea Sartoretti
- Direttore sportivo: Alberto Casadei
- Team manager: Fabio Donadio
- Responsabile palasport: Filippo Consorti
- Direttore operativo: Elisa Bergonzini
- Court manager: Davide Lucchi

Area tecnica
- Allenatore: Alberto Giuliani
- Assistente allenatore: Roberto Ciamarra, Nicolò Zanni
- Scout man: Roberto Ciamarra, Brigida Moliterni

Area comunicazione
- Addetto stampa: Gian Paolo Maini, Alessio Molinari Bucarelli, Federico Sabattini
- Responsabile comunicazione: Pietro Barone

Area marketing
- Area commerciale: Giuseppe Goldoni
- Responsabile rapporti sponsor e eventi: Elisa Pratizzoli
- Biglietteria: Francesca Plasmati, Nicole Rinaldi

Area sanitaria
- Staff medico: Michel Sabbagh, Lorenzo Segre, Fabio Serafini
- Preparatore atletico: Oscar Berti
- Fisioterapista: Pietro Bavuti, Antonio Brogneri

## Rosa
| N° | Nome                 | Ruolo | Data di nascita  | Nazionalità sportiva |
| -- | -------------------- | ----- | ---------------- | -------------------- |
| 3  | Jacopo Massari       | S     | 2 giugno 1988    | Italia               |
| 4  | Sil Meijs            | P     | 13 marzo 2002    | Paesi Bassi          |
| 5  | Pardo Mati           | C     | 7 agosto 2006    | Italia               |
| 6  | Giovanni Sanguinetti | C     | 14 aprile 2000   | Italia               |
| 7  | Dragan Stanković     | C     | 18 ottobre 1985  | Serbia               |
| 9  | Uladzislaŭ Davyskiba | S     | 31 marzo 2001    | Bielorussia          |
| 11 | Riccardo Gollini     | L     | 5 luglio 2000    | Italia               |
| 15 | Luciano De Cecco     | P     | 2 giugno 1988    | Argentina            |
| 17 | Simone Anzani        | C     | 24 febbraio 1992 | Italia               |
| 19 | Paul Buchegger       | O     | 4 marzo 1996     | Austria              |
| 22 | José Gutiérrez       | S     | 27 ottobre 2001  | Cuba                 |
| 24 | Ahmed Ikhbayri       | O     | 1º novembre 1996 | Libia                |
| 35 | Nicolás Uriarte      | P     | 21 marzo 1990    | Argentina            |
| 77 | Filippo Federici     | L     | 26 dicembre 2000 | Italia               |
| 90 | Tommaso Rinaldi      | S     | 9 novembre 2001  | Italia               |

## Mercato
| Acquisti                               | Acquisti                      | Acquisti             | Acquisti   |
| R.                                     | Nome                          | da                   | Modalità   |
| -------------------------------------- | ----------------------------- | -------------------- | ---------- |
| C                                      | Simone Anzani                 | Lube                 | definitivo |
| O                                      | Paul Buchegger                | Saturnia Acicastello | definitivo |
| P                                      | Luciano De Cecco              | Lube                 | definitivo |
| S                                      | José Gutiérrez (pallavolista) | Al-Arabi             | definitivo |
| O                                      | Ahmed Ikhbayri                | Hyundai Skywalkers   | definitivo |
| S                                      | Jacopo Massari                | Saturnia Acicastello | definitivo |
| C                                      | Pardo Mati                    | Lupi Santa Croce     | definitivo |
| P                                      | Sil Meijs                     | Limax                | definitivo |
| Trasferimenti nel corso della stagione |                               |                      |            |
| P                                      | Nicolás Uriarte               | Amigos do Vôlei      | definitivo |

| Cessioni | Cessioni            | Cessioni           | Cessioni   |
| R.       | Nome                | a                  | Modalità   |
| -------- | ------------------- | ------------------ | ---------- |
| P        | Mattia Boninfante   | Lube               | definitivo |
| C        | Anton Brehme        | Jastrzębski Węgiel | definitivo |
| P        | Bruno de Rezende    | BVC                | definitivo |
| S        | Osmany Juantorena   | Milano             | definitivo |
| O        | Giulio Pinali       | Cuneo              | definitivo |
| S        | Roberto Pinali      | Gabbiano Mantova   | definitivo |
| C        | Nicholas Sighinolfi | Tricolore          | definitivo |

## Risultati

### Superlega

#### Girone di andata
| 1ª giornata - 29 settembre 2024 PalaBanca, Piacenza              | You Energy     | 3 - 1 | Modena             | 25-18, 21-25, 25-23, 25-23        |
| 2ª giornata - 6 ottobre 2024 PalaPanini, Modena                  | Modena         | 3 - 0 | M&G                | 25-16, 26-24, 25-14               |
| 3ª giornata - 12 ottobre 2024 PalaPanini, Modena                 | Modena         | 0 - 3 | Sir Safety Perugia | 23-25, 19-25, 21-25               |
| 4ª giornata - 20 ottobre 2024 PalaTrento, Trento                 | Trentino       | 3 - 1 | Modena             | 25-22, 19-25, 25-23, 28-26        |
| 5ª giornata - 27 ottobre 2024 PalaPanini, Modena                 | Modena         | 3 - 0 | Milano             | 25-17, 25-21, 25-16               |
| 6ª giornata - 2 novembre 2024 PalaOlimpia, Verona                | Verona         | 2 - 3 | Modena             | 25-22, 18-25, 25-18, 21-25, 12-15 |
| 7ª giornata - 10 novembre 2024 PalaPanini, Modena                | Modena         | 2 - 3 | Cisterna           | 28-26, 25-17, 20-25, 23-25, 11-15 |
| 8ª giornata - 17 novembre 2024 PalaCivitanova, Civitanova Marche | Lube           | 3 - 0 | Modena             | 25-11, 25-17, 25-20               |
| 9ª giornata - 24 novembre 2024 PalaPanini, Modena                | Modena         | 3 - 1 | Padova             | 25-23, 22-25, 25-19, 25-22        |
| 10ª giornata - 1º dicembre 2024 PalaMazzola, Taranto             | Prisma Taranto | 2 - 3 | Modena             | 25-21, 23-25, 26-24, 17-25, 8-15  |
| 11ª giornata - 8 dicembre 2024 PalaPanini, Modena                | Modena         | 1 - 3 | Powervolley Milano | 20-25, 18-25, 25-21, 20-25        |

#### Girone di ritorno
| 12ª giornata - 15 dicembre 2024 PalaPanini, Modena                        | Modena             | 2 - 3 | You Energy     | 21-25, 25-16, 25-20, 20-25, 6-15  |
| 13ª giornata - 22 dicembre 2024 Palasport, Porto San Giorgio              | M&G                | 3 - 1 | Modena         | 27-25, 25-23, 23-25, 28-26        |
| 14ª giornata - 26 dicembre 2024 PalaEvangelisti, Perugia                  | Sir Safety Perugia | 3 - 0 | Modena         | 25-22, 27-25, 25-21               |
| 15ª giornata - 6 gennaio 2025 PalaPanini, Modena                          | Modena             | 1 - 3 | Trentino       | 25-23, 25-27, 22-25, 25-27        |
| 16ª giornata - 12 gennaio 2025 Arena di Monza, Monza                      | Milano             | 0 - 3 | Modena         | 21-25, 24-26, 17-25               |
| 17ª giornata - 19 gennaio 2025 PalaPanini, Modena                         | Modena             | 0 - 3 | Verona         | 20-25, 23-25, 23-25               |
| 18ª giornata - 2 febbraio 2025 Palazzetto dello Sport, Cisterna di Latina | Cisterna           | 3 - 2 | Modena         | 25-22, 13-25, 25-22, 23-25, 15-12 |
| 19ª giornata - 9 febbraio 2025 PalaPanini, Modena                         | Modena             | 3 - 1 | Lube           | 25-20, 25-21, 22-25, 25-19        |
| 20ª giornata - 16 febbraio 2025 PalaSanLazzaro, Padova                    | Padova             | 3 - 2 | Modena         | 23-25, 25-22, 25-18, 22-25, 15-6  |
| 21ª giornata - 23 febbraio 2025 PalaPanini, Modena                        | Modena             | 3 - 1 | Prisma Taranto | 25-15, 19-25, 25-21, 25-23        |
| 22ª giornata - 2 marzo 2025 Palalido, Milano                              | Powervolley Milano | 0 - 3 | Modena         | 22-25, 23-25, 23-25               |

#### Play-off scudetto
| Quarti di finale (gara 1) - 8 marzo 2025 PalaEvangelisti, Perugia  | Sir Safety Perugia | 3 - 1 | Modena             | 23-25, 32-30, 25-22, 25-18 |
| Quarti di finale (gara 2) - 16 marzo 2025 PalaPanini, Modena       | Modena             | 0 - 3 | Sir Safety Perugia | 21-25, 26-28, 15-25        |
| Quarti di finale (gara 3) - 23 marzo 2025 PalaEvangelisti, Perugia | Sir Safety Perugia | 3 - 1 | Modena             | 25-17, 25-22, 18-25, 25-22 |

#### Play-off 5º posto
| 1ª giornata - 6 aprile 2025 PalaPanini, Modena | Modena             | 3 - 1 | Padova             | 25-16, 23-25, 25-23, 25-19        |
| 2ª giornata - aprile 2025 Palalido, Milano     | Powervolley Milano | 0 - 3 | Modena             | 21-25, 19-25, 24-26               |
| 3ª giornata - aprile 2025 PalaPanini, Modena   | Modena             | 3 - 1 | Cisterna           | 25-17, 25-20, 20-25, 27-25        |
| 4ª giornata - aprile 2025 PalaOlimpia, Verona  | Verona             | 3 - 1 | Modena             | 25-23, 25-20, 16-25, 25-22        |
| 5ª giornata - aprile 2025 PalaPanini, Modena   | Modena             | 3 - 0 | M&G                | 25-23, 25-20, 25-17               |
| Semifinali - 3 maggio 2025 PalaPanini, Modena  | Modena             | 3 - 2 | Padova             | 22-25, 25-16, 21-25, 25-18, 15-11 |
| Finale - 10 maggio 2025 PalaPanini, Modena     | Modena             | 1 - 3 | Powervolley Milano | 25-18, 21-25, 19-25, 19-25        |

### Coppa Italia
| Quarti di finale - 29 dicembre 2024 PalaEvangelisti, Perugia | Sir Safety Perugia | 3 - 0 | Modena | 25-20, 27-25, 25-22 |

## Statistiche

### Statistiche di squadra
| Competizione | Punti | In casa | In casa | In casa | In trasferta | In trasferta | In trasferta | Totale | Totale | Totale |
| Competizione | Punti | G       | V       | P       | G            | V            | P            | G      | V      | P      |
| ------------ | ----- | ------- | ------- | ------- | ------------ | ------------ | ------------ | ------ | ------ | ------ |
| Superlega    | 29/12 | 17      | 9       | 8       | 15           | 5            | 10           | 32     | 14     | 18     |
| Coppa Italia | -     | 0       | 0       | 0       | 1            | 0            | 1            | 1      | 0      | 1      |
| Totale       | -     | 17      | 9       | 8       | 16           | 5            | 11           | 33     | 14     | 19     |

G = partite giocate; V = partite vinte; P = partite perse

### Statistiche dei giocatori
| Giocatore      | Superlega | Superlega | Superlega | Superlega | Superlega | Coppa Italia | Coppa Italia | Coppa Italia | Coppa Italia | Coppa Italia | Totale | Totale | Totale | Totale | Totale |
| Giocatore      | P         | PT        | AV        | MV        | BV        | P            | PT           | AV           | MV           | BV           | P      | PT     | AV     | MV     | BV     |
| -------------- | --------- | --------- | --------- | --------- | --------- | ------------ | ------------ | ------------ | ------------ | ------------ | ------ | ------ | ------ | ------ | ------ |
| S. Anzani      | 32        | 170       | 109       | 58        | 3         | 1            | 4            | 4            | 0            | 0            | 33     | 174    | 113    | 58     | 3      |
| P. Buchegger   | 32        | 452       | 374       | 16        | 62        | 1            | 13           | 11           | 1            | 1            | 33     | 465    | 385    | 17     | 63     |
| U. Davyskiba   | 29        | 380       | 312       | 25        | 43        | 1            | 10           | 7            | 0            | 3            | 30     | 390    | 319    | 25     | 46     |
| L. De Cecco    | 32        | 39        | 13        | 17        | 9         | 1            | 0            | 0            | 0            | 0            | 33     | 39     | 13     | 17     | 9      |
| F. Federici    | 31        | 0         | 0         | 0         | 0         | 1            | 0            | 0            | 0            | 0            | 32     | 0      | 0      | 0      | 0      |
| R. Gollini     | 7         | 0         | 0         | 0         | 0         | 0            | 0            | 0            | 0            | 0            | 7      | 0      | 0      | 0      | 0      |
| J. Gutiérrez   | 31        | 322       | 258       | 37        | 27        | 1            | 4            | 3            | 0            | 1            | 32     | 326    | 261    | 37     | 28     |
| A. Ikhbayri    | 26        | 113       | 87        | 16        | 10        | 1            | 0            | 0            | 0            | 0            | 27     | 113    | 87     | 16     | 10     |
| J. Massari     | 28        | 30        | 22        | 4         | 4         | 1            | 2            | 2            | 0            | 0            | 29     | 32     | 24     | 4      | 4      |
| P. Mati        | 22        | 111       | 69        | 25        | 17        | 1            | 2            | 2            | 0            | 0            | 23     | 113    | 71     | 25     | 17     |
| S. Meijs       | 21        | 5         | 0         | 1         | 4         | 0            | 0            | 0            | 0            | 0            | 21     | 5      | 0      | 1      | 4      |
| T. Rinaldi     | 19        | 213       | 179       | 11        | 23        | 1            | 3            | 2            | 0            | 1            | 20     | 216    | 181    | 11     | 24     |
| G. Sanguinetti | 26        | 177       | 134       | 25        | 18        | 1            | 8            | 3            | 3            | 2            | 27     | 185    | 137    | 28     | 20     |
| D. Stanković   | 12        | 42        | 27        | 13        | 2         | 0            | 0            | 0            | 0            | 0            | 12     | 42     | 27     | 13     | 2      |
| N. Uriarte     | 11        | 7         | 4         | 1         | 2         | -            | -            | -            | -            | -            | 11     | 7      | 4      | 1      | 2      |

P = presenze; PT = punti totali; AV = attacchi vincenti; MV = muri vincenti; BV = battute vincenti